# CMP-Baureihe Z 23000
Die Elektrotriebwagen der Baureihe Z 23000 der Compagnie du chemin de fer métropolitain de Paris (Städtische Bahngesellschaft von Paris) wurden ab 1934 für die Ligne de Sceaux beschafft. Diese Strecke in die südlichen Vororte von Paris war kurz zuvor modernisiert und elektrifiziert worden. Die Züge dieses Typs bestanden nur aus Triebwagen, verfügten also nicht über Beiwagen. Sie prägten fünfzig Jahre lang das Bild der Strecke und wurden meistens kurz als automotrices Z (Z-Triebwagen) bezeichnet.

## Geschichte

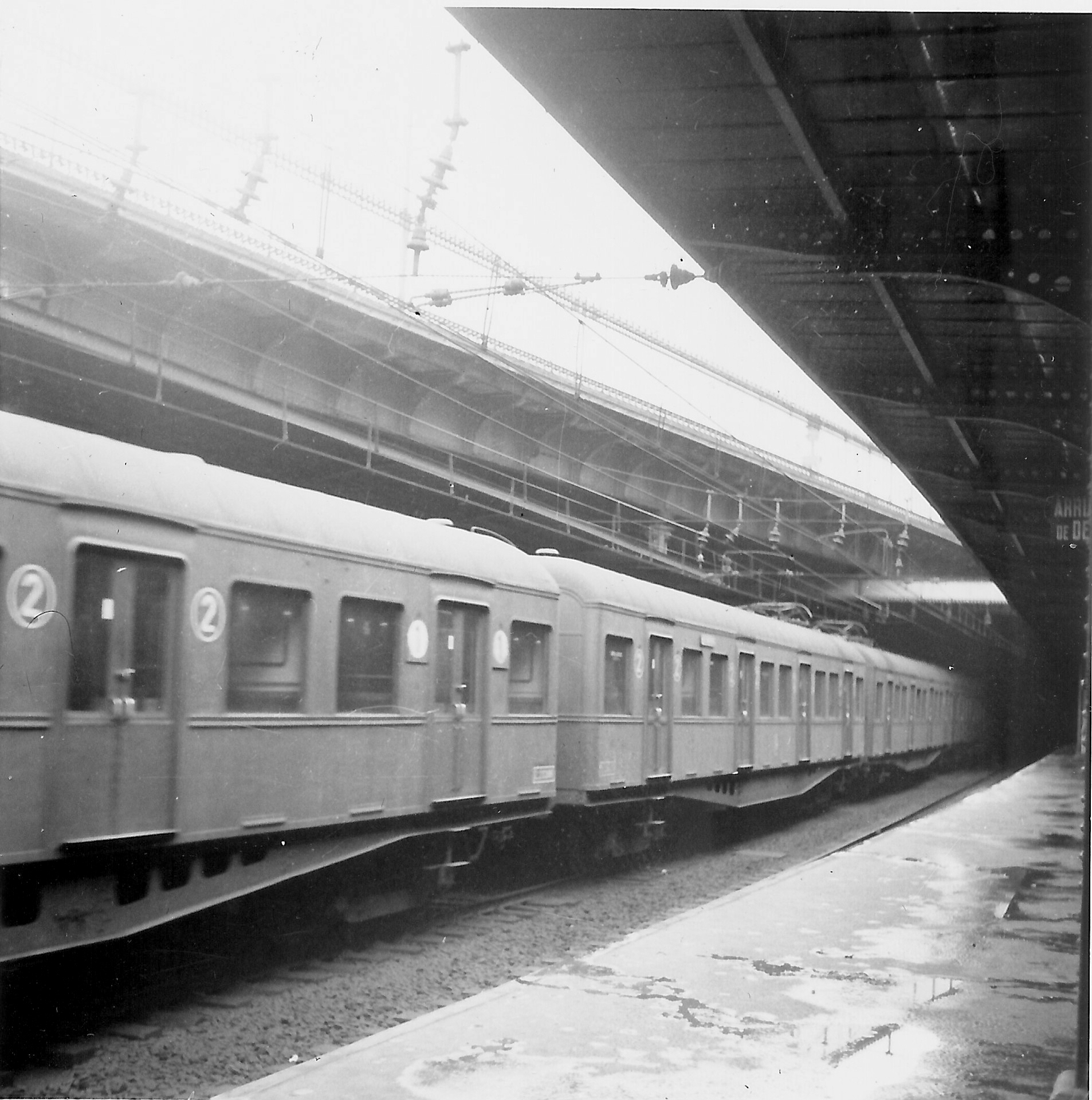
Aus Triebwagen der Baureihe Z 23000 gebildeter Zug der RATP im Bahnhof Port-Royal, 1966

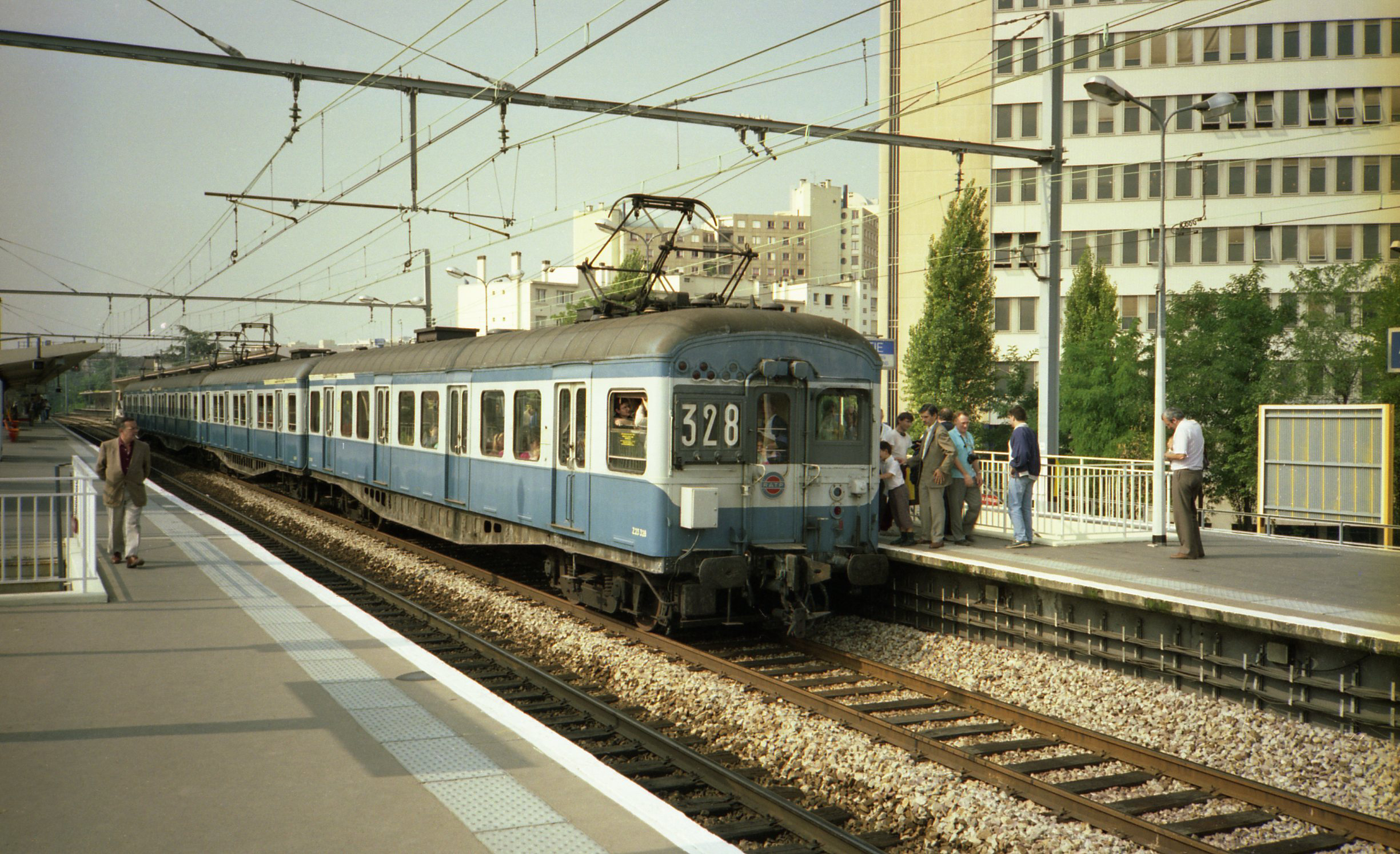
Triebzug der Baureihe Z 23000 im Bahnhof Laplace, 1980er Jahre

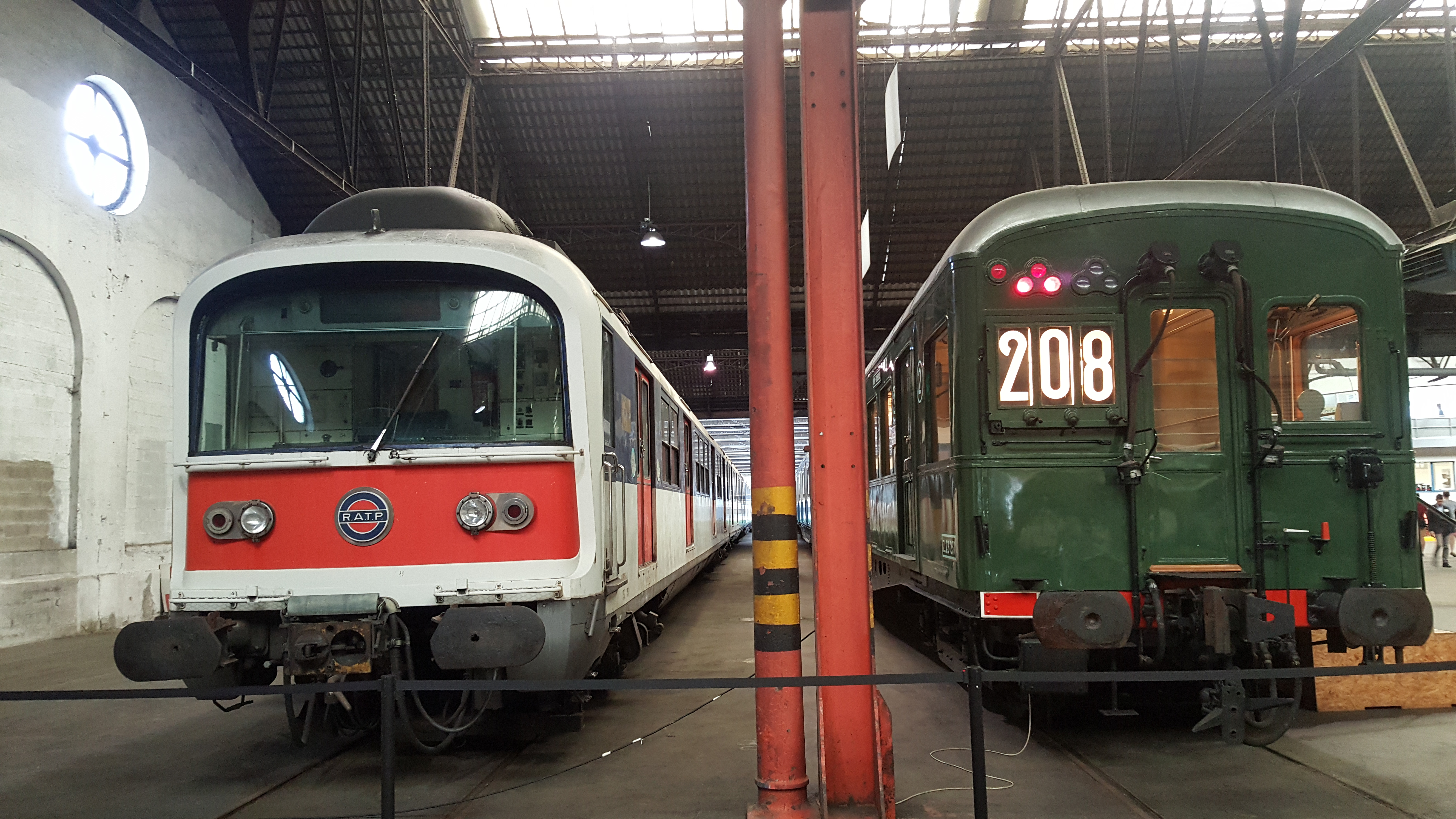
Z 23237 (rechts) neben einem MS 61

In Vorbereitung der im Langevin-Plan vorgesehenen Schaffung eines S-Bahn-ähnlichen Netzes in Paris entwarf die Compagnie du chemin de fer métropolitain de Paris (CMP) im Jahr 1930 neue Fahrzeuge. Diese Baureihe für den Vorortverkehr mit seinen häufigen Halten und seinem hohen Fahrgastaufkommen wurde von den Metrozügen vom Typ Sprague-Thomson abgeleitet, jedoch für das größere Lichtraumprofil der Eisenbahn ausgelegt. Im Gegensatz zur Metro erfolgte die Stromversorgung über Oberleitung mit 1500 V Gleichstrom.
Die automotrices Z wurden in mehreren Serien bestellt und gebaut. Die erste Bestellung erfolgte 1934 bei Forges et ateliers de constructions électriques de Jeumont. Weitere Bestellungen folgten 1937, 1942 und 1950 bei verschiedenen Herstellern. Die letzte Bestellung erfolgte 1961 durch die RATP. Die Fahrzeuge der ersten beiden Bauserien wurden zwischen November 1937 und Dezember 1938 in Dienst gestellt und verkehrten auf der Ligne de Sceaux, die Paris mit den südlichen Vororten Sceaux und Saint-Rémy-lès-Chevreuse verband und gerade elektrifiziert und modernisiert worden war. Insgesamt wurden über fast 30 Jahre hinweg 148 Triebwagen vom Typ Z gebaut.
Auch nach der Integration der Ligne de Sceaux in den RER spielten die Z 23000 noch einige Zeit eine wichtige Rolle auf der RER-Linie B. Diese war 1977 durch eine Verlängerung der Ligne de Sceaux zum Bahnhof Châtelet - Les Halles entstanden. Zu diesem Anlass erhielten die Züge einige technische Verbesserungen, da zwischen Luxembourg und Châtelet – Les Halles ein Gefälle von 4 ‰ zu überwinden war. Bei Tests auf der Strecke des RER A zwischen Le Vésinet und Saint-Germain-en-Laye hatte sich herausgestellt, dass die Bremsen der automotrices Z für solche Neigungen unterdimensioniert waren; diese wurden ersetzt. Außerdem wurden die bei einigen Zügen vorhandenen Speichenräder durch Vollräder ersetzt.
Die von der SNCF betriebenen Strecken vom Paris nach Aulnay-sous-Bois und darüber hinaus, die mit der Eröffnung der Verbindung von Châtelet – Les Halles zum Gare du Nord 1981 zum Nordast des RER B wurden, waren mit 25 kV Wechselstrom elektrifiziert. Die Z 23000 hingegen waren nur auf den Betrieb mit 1,5 kV Gleichstrom ausgelegt, sodass sie nicht auf der Strecke nördlich des Gare du Nord einsetzbar waren. Sie sollten daher durch die neue Baureihe Z 8100 ersetzt werden, die auf beide Stromsysteme ausgelegt war. Die Ausmusterung der automotrices Z begann 1984, verlief dann aber langsamer als geplant. Einige der neu gelieferten Z 8100 wurden auf dem RER A eingesetzt, um dort die Fahrzeuge vom Typ MS 61 zu unterstützen, die aufgrund ihrer hohen Nutzung zahlreiche Probleme hatten. Im strengen Winter von 1985 fielen die Z 8100 aber reihenweise wegen Schnees aus, der Kurzschlüsse verursachte, und mussten wieder durch die automotrices Z ersetzt werden, die keine Probleme mit Frost und Schnee hatten. Sie wurden auch für nächtliche Fahrten auf dem Streckenabschnitt südlich von Port-Royal eingesetzt, die dazu dienten, die Oberleitung eisfrei zu halten. Im Juni 1983 kam es im Bahnhof Palaiseau-Villebon zu einem Unfall, bei dem ein Z 23000 auf einen Z 8100 auffuhr, der den Bahnhof eigentlich hätte durchfahren sollen und durch eine Notbremsung gestoppt worden war.
Die Z 23000 waren ursprünglich als Doppeltriebwagen im Einsatz, die entstanden, indem zwei Wagen Heck an Heck gekuppelt wurden. Zur Hauptverkehrszeit verkehrten zwei Doppeltriebwagen in Doppeltraktion. Durch das höhere Fahrgastaufkommen in den letzten Einsatzjahren wurden längere Zugverbände nötig: Die kleinste Einheit wurde von Doppeltriebwagen zunächst auf drei Wagen (wie bei den MS 61) und später vier Wagen (wie bei den Z 8100) erweitert. Zur Bildung der Drei-Wagen-Verbände mussten die Wagen nun auch Front an Heck gekuppelt werden, was einen Umbau der Kupplungen erforderlich machte.
Der letzte Z-Triebwagen verkehrte am 27. Februar 1987, knapp fünfzig Jahre nach dem ersten Einsatz dieses Typs auf der Ligne de Sceaux. Seine letzte Fahrt mit Fahrgästen führte vom Gare du Nord nach Orsay-Ville.

## Fahrzeugkonzept
Die automotrices Z wurden von der CMP nach den folgenden Prinzipien entworfen, denen zu diesem Zeitpunkt kein existierendes Fahrzeug entsprach. Sie sollten pro Seite vier Türen besitzen, um einen schnellen Fahrgastwechsel zu gewährleisten, auf Hochbahnsteige ausgelegt sein und möglichst lang, ohne dabei an den teilweise in Kurven liegenden Bahnsteigen zu große Lücken entstehen zu lassen. Weiter sollten sie leicht sein und gut beschleunigen sowie eine moderne, einfache und zuverlässige elektrische Ausstattung besitzen.

## Bauserien
| Anzahl | Nummerierung | Besteller | Bestellung      | Hersteller                                                                      | Lieferung          | Besonderheiten                                            |
| ------ | ------------ | --------- | --------------- | ------------------------------------------------------------------------------- | ------------------ | --------------------------------------------------------- |
| 21     | Z 23221-241  | CMP       | 1934            | Decauville (Corbeil)                                                            | 1937               | CEM-Stromabnehmer, blaue Lackierung mit roter Einfassung  |
| 24     | Z 23242-265  | CMP       | 1934            | Compagnie française de matériel de chemin de fer (CFMCF) (Maubeuge)             | 1937               | CEM-Stromabnehmer, blaue Lackierung mit roter Einfassung  |
| 12     | Z 23266-277  | CMP       | 1934            | Compagnie Générale de Construction (CGC) (Saint-Denis)                          | 1937               | CEM-Stromabnehmer, blaue Lackierung mit roter Einfassung  |
| 4      | Z 23278-281  | CMP       | 1937            | CFMCF                                                                           | ?                  | CEM-Stromabnehmer, blaue Lackierung mit roter Einfassung  |
| 14     | Z 23451-464  | PO        | 1937            | CFMCF                                                                           | 3. Dezember 1938   | CEM-Stromabnehmer, blaue Lackierung mit roter Einfassung  |
| 5      | Z 23282-286  | CMP       | 1942            | Brissonneau et Lotz (Aytré)                                                     | 1947               | kein Postabteil, Faiveley-Stromabnehmer, grüne Lackierung |
| 10     | Z 23287-296  | CMP       | 1942            | Brissonneau et Lotz                                                             | 1949               | kein Postabteil, Faiveley-Stromabnehmer, grüne Lackierung |
| 14     | Z 23297-310  | RATP      | 20. Juni 1950   | Compagnie industrielle de matériel de transport (CIMT) (Marly-lez-Valenciennes) | 11/1952 bis 4/1953 | Leuchtstoffröhren statt Hängelampen                       |
| 21     | Z 23311-331  | RATP      | 2. Oktober 1959 | CIMT                                                                            | 1961               | abgerundete Fahrzeugform                                  |
| 25     | Z 23332-356  | RATP      | 1961            | CIMT                                                                            | 1962               | abgerundete Fahrzeugform                                  |

### Baureihe Z 3400 der SNCF

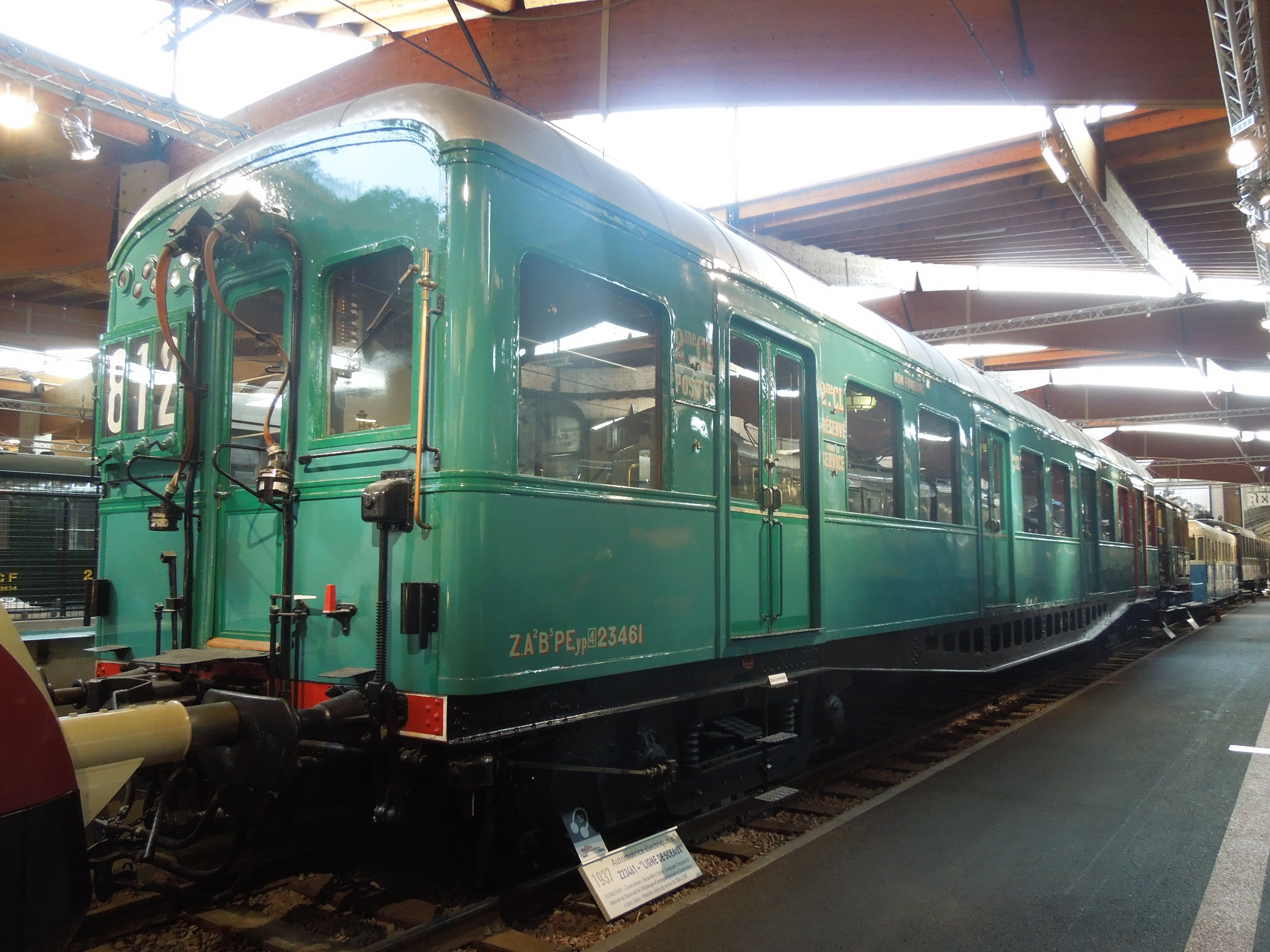
Museal erhaltener Z 3400 im Eisenbahnmuseum Cité du train in Mulhouse

Die Compagnie du Paris-Orléans bestellte 14 Triebwagen, da sie auch nach der Übernahme der Ligne de Sceaux durch die CMP noch den Streckenabschnitt von Massy-Palaiseau bis Saint-Rémy-lès-Chevreuse betrieb. Sie ging 1937 in der neugegründeten SNCF auf; diese nahm die bestellten Triebwagen ab und bezeichnete sie ab 1950 als Baureihe Z 3400. Als 1964 die Strecke nach Saint-Rémy-lès-Chevreuse dann von der Nachfolgerin der CMP, der RATP, übernommen wurde, gingen auch die 14 Triebwagen an diese (zurück).